# 敏捷扁头猛蚁
敏捷扁头猛蚁（学名：Ectomomyrmex astutus）是扁头猛蚁属之下的一个物种。由史密斯于 1858年描述。

## 分布
该物种主要分布在旧世界的热带地区，包括南亚和东南亚（越南、印度、印度尼西亚、中国、新几内亚、泰国）以及远东（朝鲜、韩国）。